# Luka (Ston)
Luka je vesnice a přímořské letovisko v Chorvatsku v Dubrovnicko-neretvanské župě, spadající pod opčinu Ston. Nachází se na poloostrově Pelješac, asi 55 km severozápadně od Dubrovníku. V roce 2011 zde žilo celkem 153 obyvatel.
Sousedními vesnicemi jsou Duba Stonska a Hodilje.